# Fresnel-lins

1. Genomskärning av Fresnel-lins
2. Genomskärning av en traditionell lins med samma styrka

Fresnel-lins är en typ av lins som utvecklades av den franske fysikern och forskaren Augustin-Jean Fresnel.
Den är tunnare än en motsvarande plankonvex lins, och användes ursprungligen i fyrar, men återfinns numera också i ljuskällor för film-, teve- och teater-ändamål, samt i overheadprojektorer. Fresnel-lins används även i sökaren (mattskivan) på en spegelreflexkamera.

## Storlekar på fyrlinser
Fresnels linser för fyrar indelas vanligen i sex ordningar, beroende på fokallängden. En Fresnel-lins ordning är ungefär samma som linsens dioptri, eller brytkraft. Dioptrin är den inverterade fokallängden i meter. En Fresnel-lins som har en fokallängd på 50 cm klassificeras som andra ordningens.
Den största linsen (första ordningens) har en fokallängd på 920 mm (36 tum) och dess höjd är 2590 mm (8.5 fot). Det kompletta montaget är ca 3,7 m högt och 1,8 m brett. Den minsta (sjätte ordningens) har en fokallängd på 150 mm (5,9 tum) och har en höjd på 433 mm (17 tum).
Det finns också några Fresnel-linser som faller utanför de vanliga "ordningarna". De största kallas "hyperradiala". En sådan finns på Makapuu-fyren på ön Oahu, Hawaii, USA. Denna lins är 3,7 m (12 fot) hög och innehåller över tusen prismor. En inte fullt så stor lins som den hyperradiala (men ändå större än första ordningens lins) är den mesoradiala.
Det finns numera också mindre linser än sjätte ordningens, nämligen sjunde och åttonde ordningens linser. Dessutom finns 3½:e ordningens, ett mellanting mellan tredje och fjärde ordningens linser.
Cordouan var den första fyr i världen som år 1823 försågs med en Fresnel-lins. Oksöy fyr söder om Kristiansand i Norge var den första fyr i Skandinavien som år 1832 fick den nya linsen installerad.Den första svenska linsen installerades i Vinga fyr år 1840. 
Första ordningens Fresnel-linser finns idag installerade i Kullens fyr, som är Sveriges ljusstarkaste, och i Hoburg fyr.

## Bilder

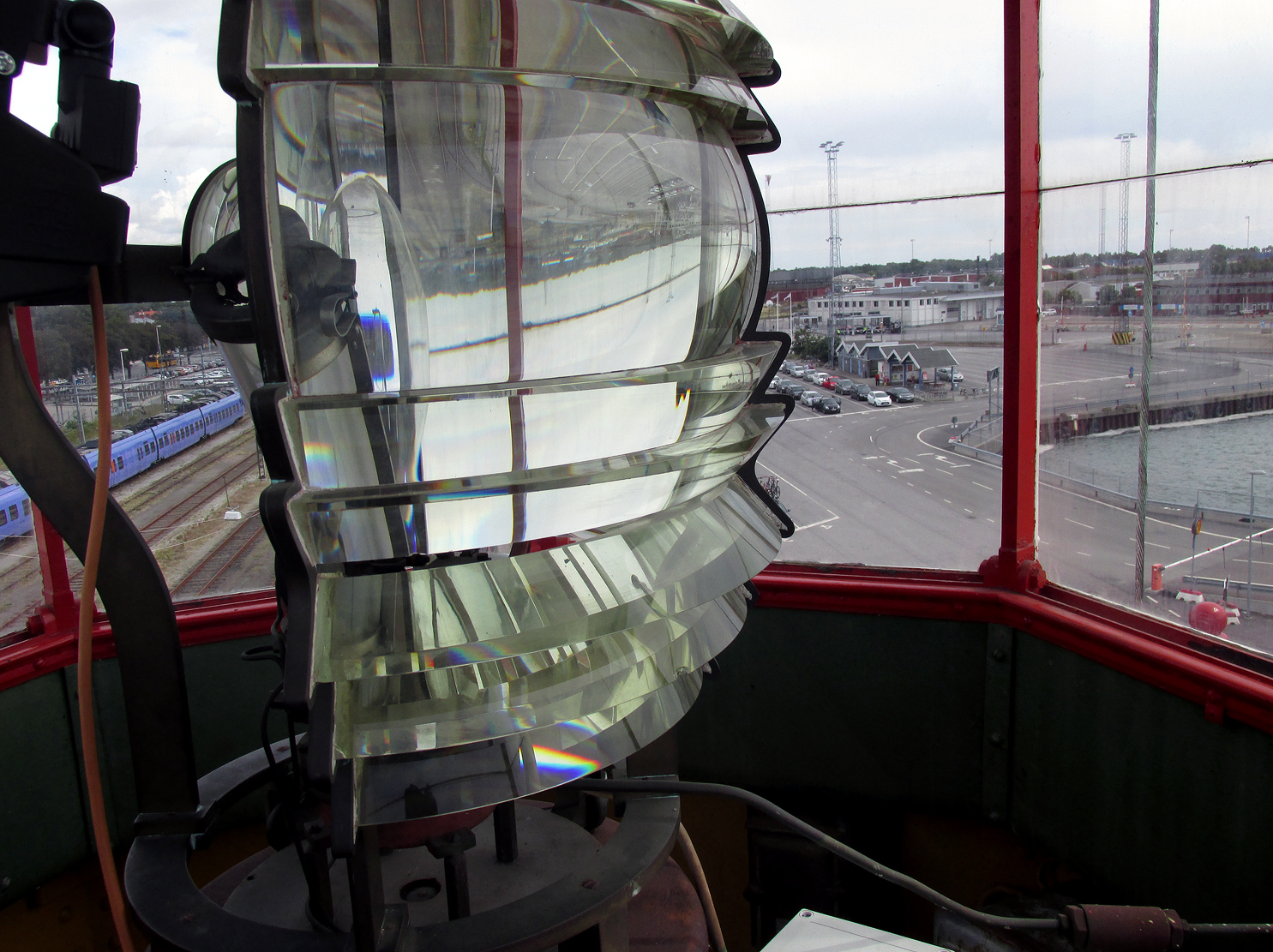
4:e ordningens Fresnel-lins i Ystads gamla fyr.
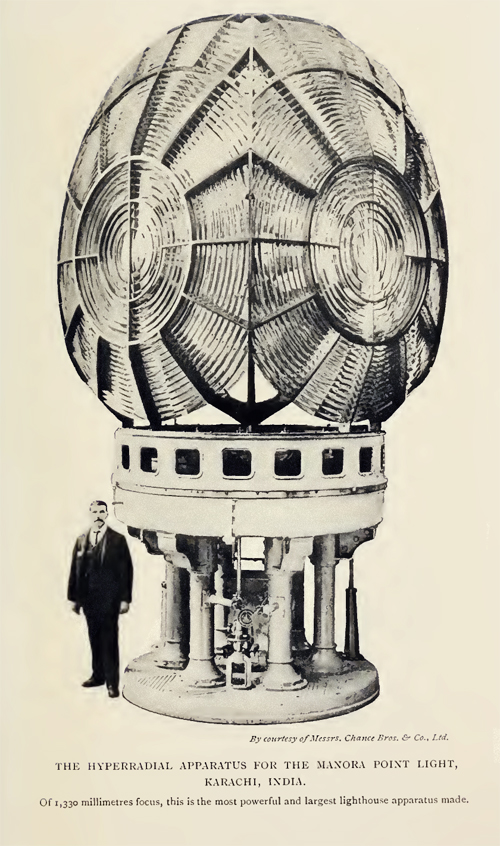
Hyperradial Fresnel-lins byggd för Manora-fyren, Karachi
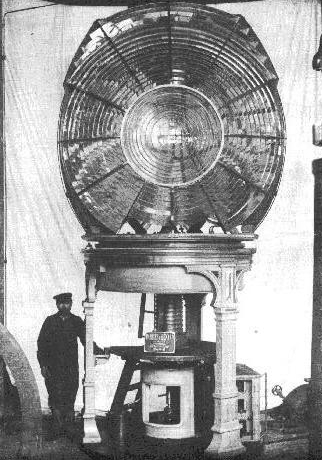
Linsapparaten i Kullens fyr - 1:a ordningens Fresnel-lins
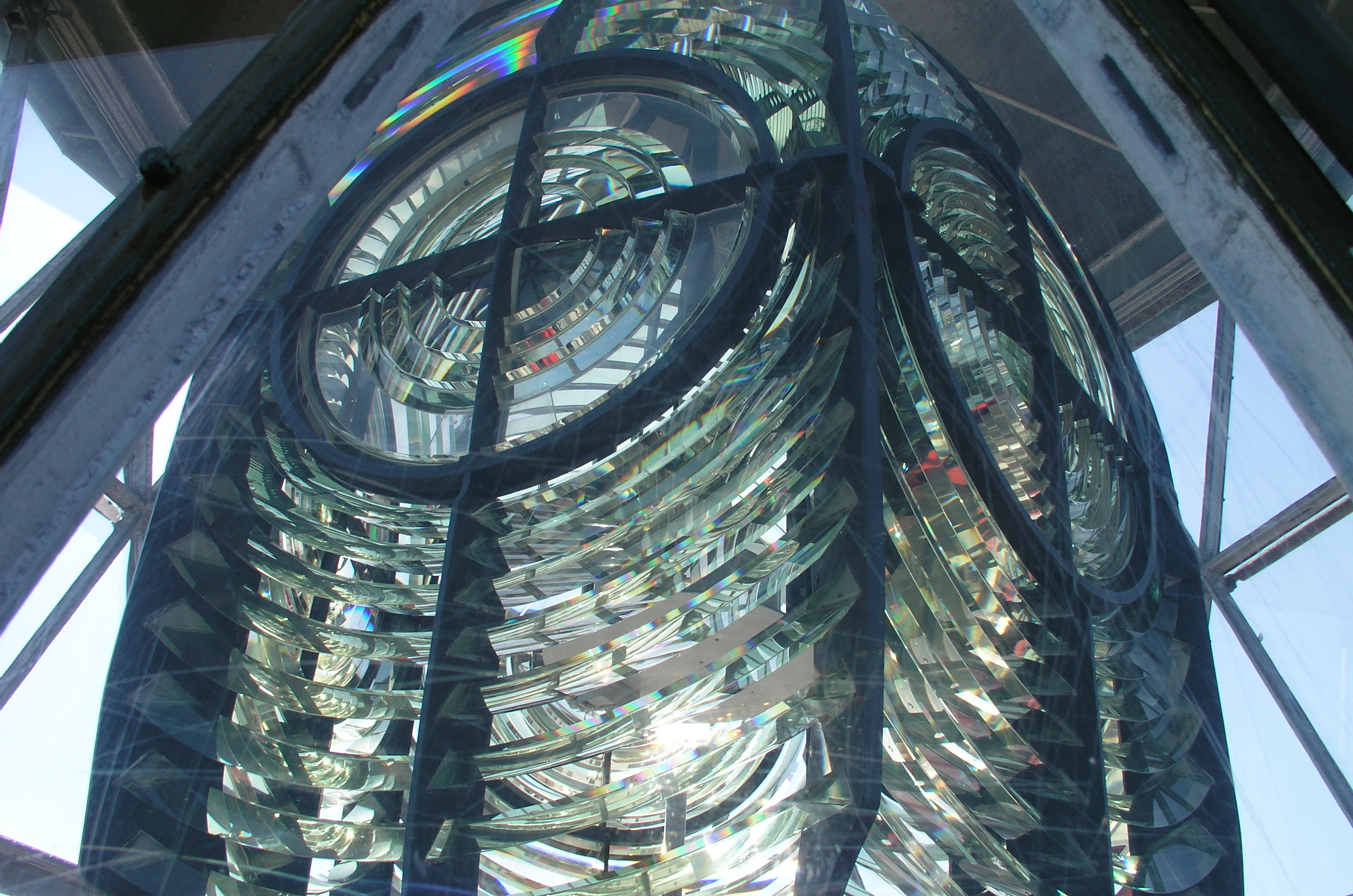
Närbild på en 2:a ordningens Fresnel-lins i Skagens fyr
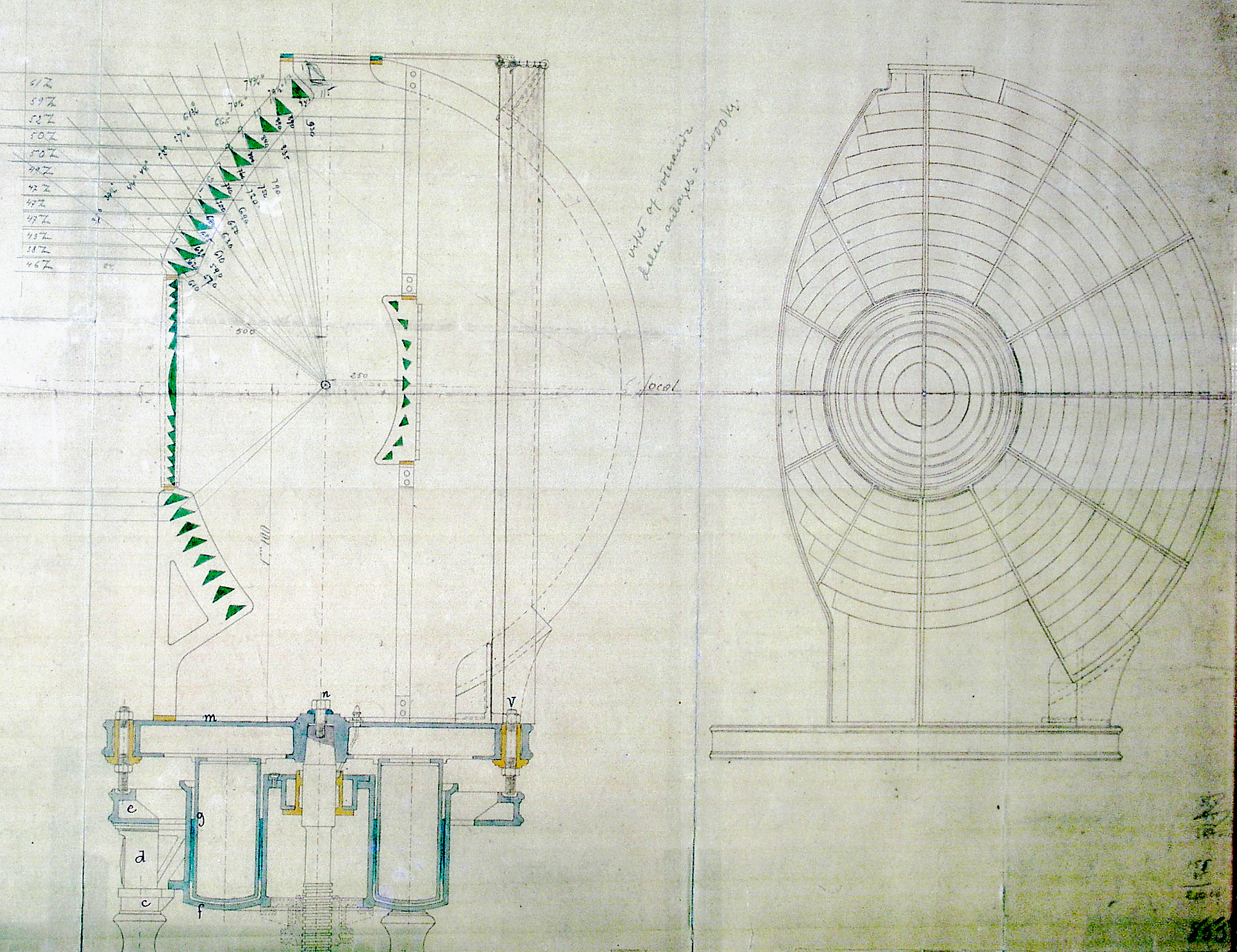
Ritning på Långe Jans lins, 3:e ordningens Fresnel-lins
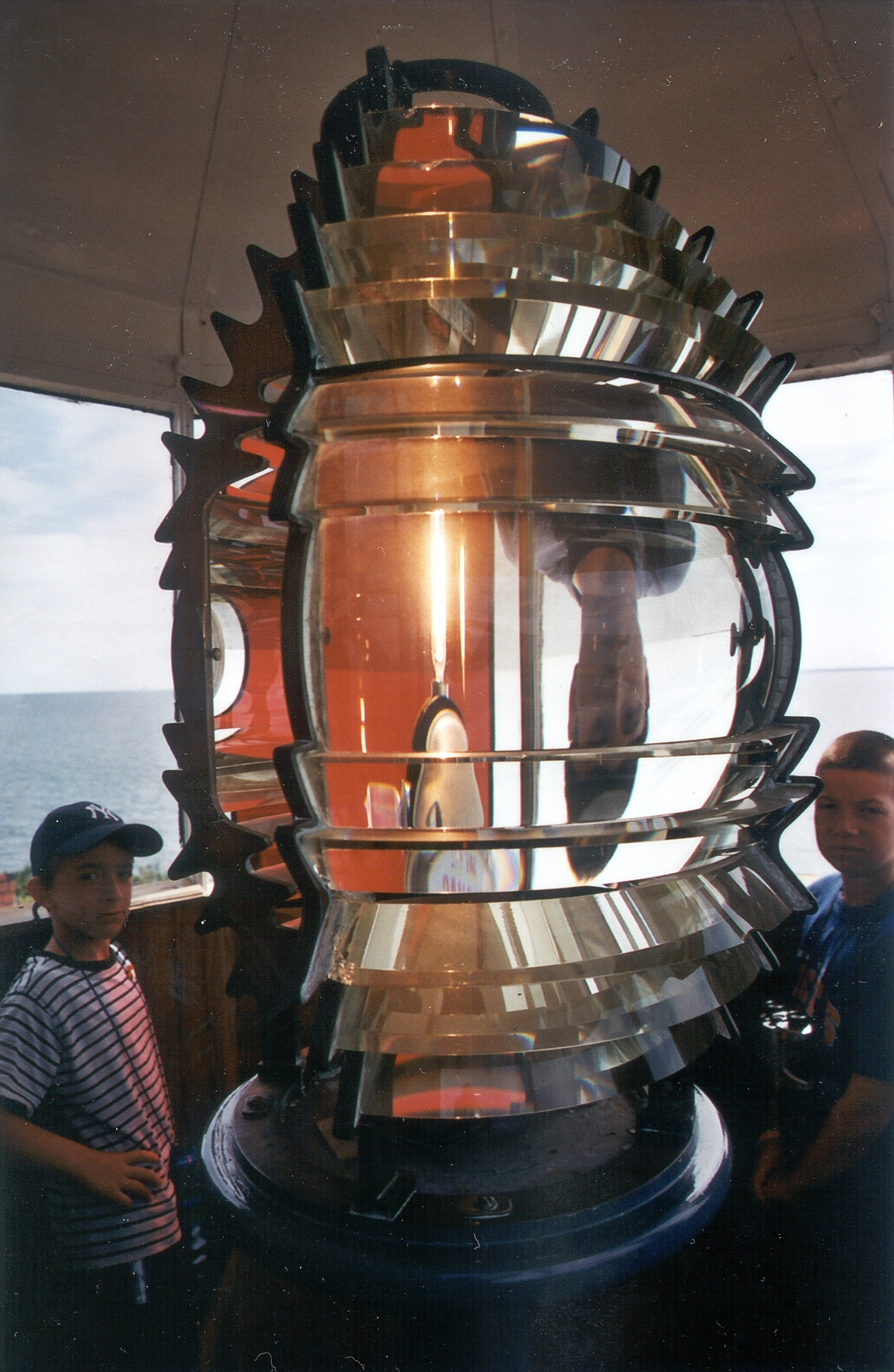
4:e ordningens Fresnel-lins i fyren vid Nobska, Massachusetts